# Puruchuco
Puruchuco est une zone archéologique, située dans le district de Ate près de Lima, qui regroupe des constructions incas (1450-1532). On y retrouve entre autres le Palais de Puruchuco ainsi que le musée du site.

## Localisation
La zone archéologique de Puruchuco se trouve dans la ville de Lima dans le district de Ate sur la route Carretera Central (en).

## Histoire
Le nom original du site était sans doute différent de celui qu’il porte aujourd’hui. Au début du processus de restauration, la zone portait le nom de Vista Alegre qui faisait référence à l’hacienda local. Toutefois, pour conserver le caractère précolombien du site, le nom « Puruchuco » fut choisi en référence à un site voisin dénommé Puruchuca. 
Selon Arturo Jiménez Borja, Puruchuco peut parfois signifier « seigneur au chapeau de plumes ».

## Le Palais de Puruchuco

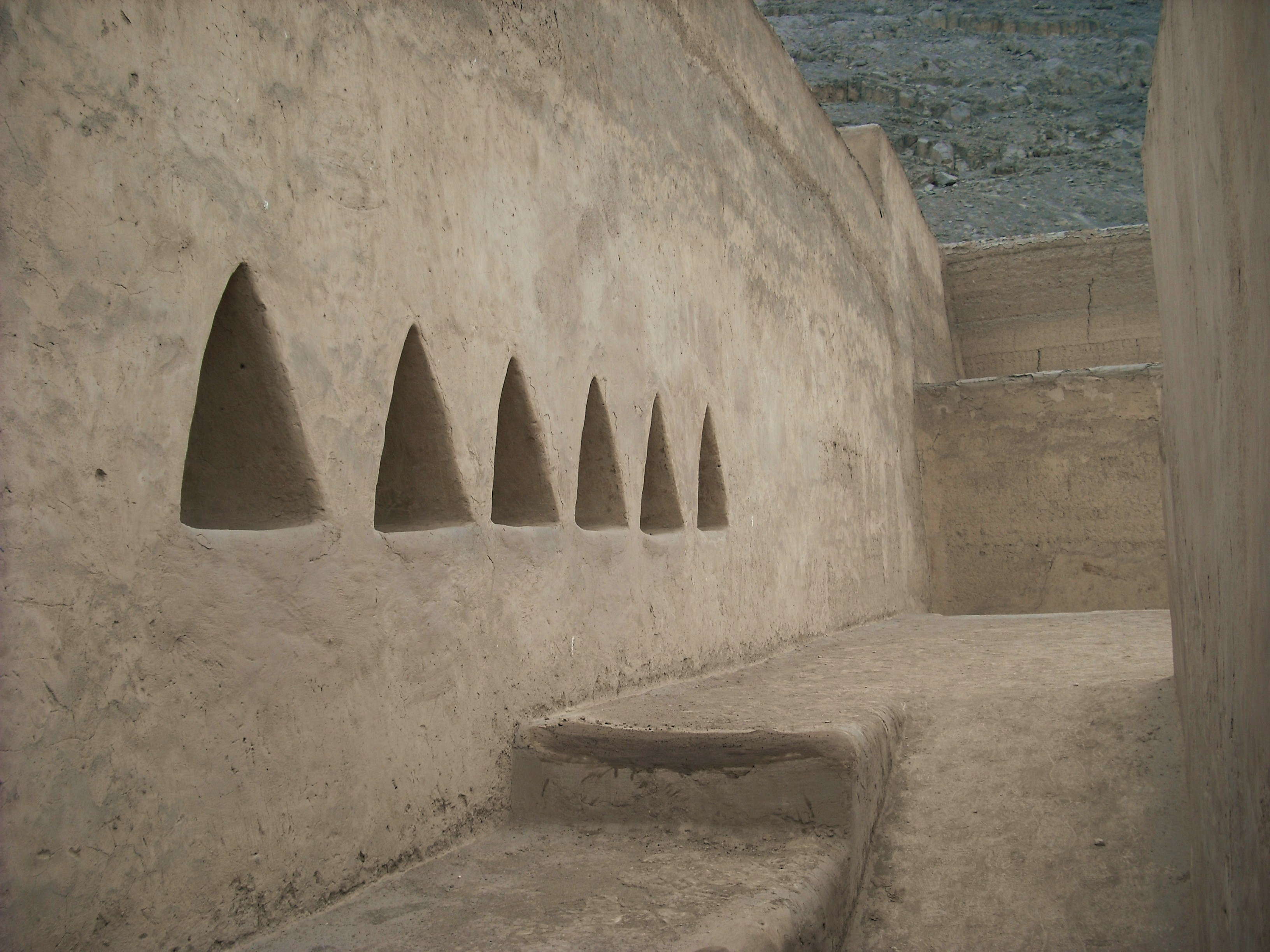
Niches triangulaires à l'intérieur du palais

Le Palais de Puruchuco fut occupé principalement durant la période inca. Certains éléments architecturaux, tels que les niches triangulaires, montrent qu’il s’agit d’un édifice inca, plus précisément la maison d’un curaca, chef politique inca. Des objets d’inspiration cuzquénienne trouvés sur les lieux renforcent cette idée.
Une seule entrée permet l’accès au palais et ouvre sur une grande aire ouverte. Le palais peut être divisé en trois sections : soit, l’aire publique, le secteur des domestiques et celui des nobles.
Les travaux de restauration du Palais de Puruchuco débutèrent en 1953 avec l’approbation de J. C. Muelle, directeur de l’archéologie au Ministère de l’Éducation, et permirent la mise en valeur d’un site archéologique accessible aux Liméniens.

## Le musée du site
Le musée du site revisite les différentes étapes de la restauration du palais. Plusieurs artéfacts mis au jour durant les travaux de restauration y sont exposés, lesquels contribuent grandement à la compréhension du site.